# Юй Хай
Юй Хай (кит. упр. 于海, пиньинь Yú Hǎi; 4 июня 1987, Лоян, Хэнань) — китайский футболист, защитник клуба Суперлиги Китая «Шанхай СИПГ» и национальной сборной Китая по футболу.

## Карьера

### Клубная карьера
Начинал карьеру в клубе «Сиань Чаньба», дебют состоялся 16 мая 2004 года в игре против «Циндао Этсун». Игра закончилась ничьей 2-2. Несмотря на то, что в этом сезоне игрок выходил в основном на замену, команда выступила в чемпионате удачно и завоевала бронзовые медали. Уже в следующем сезоне игрок стал выходить в основе, а тренерский штаб отмечал растущий потенциал Юй Хая.
Агент игрока Эдмунд Чу (представлявший интересы также и Ду Вэя, предложил попробовать свои силы в европейском чемпионате. С этой целью игрок перешёл в клуб Эредивизи «Витесс», где дебютировал 18 марта 2007 года в игре против «Утрехта». Новый клуб Юй Хая в этом матче проиграл со счётом 2-0. В целом, карьера в Европе складывалась неудачно, а игрок не смог показать себя в новой команде. После Олимпиады 2008 года контракт с ним был расторгнут, а игрок отправился на родину залечивать травму колена.
Перед началом сезона 2009 года Юй Хай вновь присоединился к «Шэньси Чаньба», где провел неплохой сезон, сыграл в 29 матчах и забил три мяча.

### Клубная статистика
Последнее обновление: 13 июня 2011
| Сезон | Команда       | Страна     | Дивизион | Матчи | Голы |
| ----- | ------------- | ---------- | -------- | ----- | ---- |
| 2004  | Сиань Чаньба  | Китай      | 1        | 21    | 0    |
| 2005  | Сиань Чаньба  | Китай      | 1        | 14    | 0    |
| 2006  | Сиань Чаньба  | Китай      | 1        | 0     | 0    |
| 06/07 | Витесс        | Нидерланды | 1        | 2     | 0    |
| 07/08 | Витесс        | Нидерланды | 1        | 8     | 0    |
| 2009  | Шэньси Чаньба | Китай      | 1        | 29    | 3    |
| 2010  | Шэньси Чаньба | Китай      | 1        | 29    | 4    |
| 2011  | Шэньси Чаньба | Китай      | 1        | 28    | 3    |

### Международная карьера
Юй Хай вызывался в национальную сборную КНР перед началом Олимпиады в Пекине, однако получил травму и не смог принять участие в олимпийском турнире. В состав сборной он попал после выступлений в Европе и закрепления в составе «Шэньси Чаньба». Дебют состоялся 4 июня 2009 года в игре против сборной Саудовской Аравии. Китайская команда проиграла со счётом 4-1, а Юй Хай вышел на замену вместо Ван Синьсиня. Несмотря на поражение, игра Юй Хая была высоко оценена, а сам он занял в основе место левого вингера, сыграв на Чемпионате Восточной Азии 2010. Успешное выступление сборной на турнире привело к тому, что игрок попал в состав сборной на кубке Азии 2011.

### Голы на международной арене
Результаты китайской сборной представлены первыми.
Последнее обновление: 15 ноября 2011
| №  | Дата             | Место              | Соперник          | Счёт | Результат | Соревнование                                             |
| -- | ---------------- | ------------------ | ----------------- | ---- | --------- | -------------------------------------------------------- |
| 1  | 25 июля 2009     | Китай, Тяньцзинь   | Кыргызстан        | 3-0  | 3-0       | Товарищеский матч                                        |
| 2  | 30 сентября 2009 | Китай, Хух-Хото    | Ботсвана          | 4-0  | 4-1       | Товарищеский матч                                        |
| 3  | 14 ноября 2009   | Ливан, Бейрут      | Ливан             | 1-0  | 2-0       | Кубок Азии по футболу 2011 (отборочный турнир)           |
| 4  | 10 февраля 2010  | Япония, Токио      | Республика Корея  | 1-0  | 3-0       | Чемпионат Восточной Азии по футболу 2010                 |
| 5  | 11 августа 2010  | Китай, Наньнин     | Бахрейн           | 1-0  | 1-1       | Товарищеский матч                                        |
| 6  | 18 декабря 2010  | Китай, Чжухай      | Эстония           | 2-0  | 3-0       | Товарищеский матч                                        |
| 7  | 16 января 2011   | Катар, Доха        | Узбекистан        | 1-0  | 2-2       | Кубок Азии по футболу 2011                               |
| 8  | 2 сентября 2011  | Китай, Куньмин     | Сингапур          | 2-1  | 2-1       | Чемпионат мира по футболу 2014 (отборочный турнир, Азия) |
| 9  | 15 ноября 2011   | Сингапур, Сингапур | Сингапур          | 1-0  | 4-0       | Чемпионат мира по футболу 2014 (отборочный турнир, Азия) |
| 10 | 10 января 2015   | Австралия, Брисбен | Саудовская Аравия | 1-0  | 1-0       | Кубок Азии по футболу 2015                               |

## Достижения
- Сборная Китая по футболу: ;Чемпионат Восточной Азии по футболу: чемпион, 2010